# Гладышево (Сонковский район)
Гладышево — деревня в Сонковском районе Тверской области, административный центр Гладышевского сельского поселения.

## География
Деревня находится на берегу реки Сить в 8 км на север от районного центра Сонково.

## История
В конце XIX — начале XX века деревня входила в состав Литвиновской волости Кашинского уезда Тверской губернии. В 1889 году в деревне было 27 дворов, промыслы: плотницкий, портняжный.
С 1929 года деревня являлась центром Гладышевского сельсовета Сонковского района Бежецкого округа Московской области, с 1935 года — в составе Калининской области, с 1994 года — центр Гладышевского сельского округа, с 2005 года — центр Гладышевского сельского поселения.
В годы советской власти в деревне располагалась центральная усадьба колхоза «Путь Ленина» (в 1959-74 годах председателем колхоза «Путь Ленина» являлась Герой Социалистического Труда Мария Васильевна Иванова (1921—1996)).
До 2017 года в деревне работала Гладышевская основная общеобразовательная школа.

## Население
| 1859 | 1889 | 1997 | 2002 | 2010 |
| ---- | ---- | ---- | ---- | ---- |
| 119  | ↗147 | ↗231 | ↘212 | ↗213 |

## Инфраструктура
В деревне имеются фельдшерско-акушерский пункт.